# 4e étape du Tour de France 2018
Pour un article plus général, voir Tour de France 2018.
La 4e étape du Tour de France 2018 se déroule le mardi 10 juillet 2018 de La Baule à Sarzeau, et sur une distance de 195 kilomètres. Elle est remportée au sprint par le coureur colombien Fernando Gaviria, de l'équipe Quick-Step Floors. Le Belge Greg Van Avermaet (BMC) garde le maillot jaune.

## Résultats

### Classement de l'étape
| Classement de la 4e étape | Classement de la 4e étape | Classement de la 4e étape | Classement de la 4e étape | Classement de la 4e étape |
|                           | Coureur                   | Pays                      | Équipe                    | Temps                     |
| ------------------------- | ------------------------- | ------------------------- | ------------------------- | ------------------------- |
| 1er                       | Fernando Gaviria          | Colombie                  | Quick-Step Floors         | en 4 h 25 min 1 s         |
| 2e                        | Peter Sagan               | Slovaquie                 | Bora-Hansgrohe            | + 0 s                     |
| 3e                        | André Greipel             | Allemagne                 | Lotto-Soudal              | + 0 s                     |
| 4e                        | Dylan Groenewegen         | Pays-Bas                  | Lotto NL-Jumbo            | + 0 s                     |
| 5e                        | Marcel Kittel             | Allemagne                 | Katusha-Alpecin           | + 0 s                     |
| 6e                        | Andrea Pasqualon          | Italie                    | Wanty-Groupe Gobert       | + 0 s                     |
| 7e                        | Alexander Kristoff        | Norvège                   | UAE Emirates              | + 0 s                     |
| 8e                        | John Degenkolb            | Allemagne                 | Trek-Segafredo            | + 0 s                     |
| 9e                        | Dion Smith                | Nouvelle-Zélande          | Wanty-Groupe Gobert       | + 0 s                     |
| 10e                       | Timothy Dupont            | Belgique                  | Wanty-Groupe Gobert       | + 0 s                     |
| modifier                  |                           |                           |                           |                           |

### Points attribués
| Sprint intermédiaire Derval (km 97,5) | Sprint intermédiaire Derval (km 97,5) | Sprint intermédiaire Derval (km 97,5) | Sprint intermédiaire Derval (km 97,5) | Sprint intermédiaire Derval (km 97,5) |
| ------------------------------------- | ------------------------------------- | ------------------------------------- | ------------------------------------- | ------------------------------------- |
|                                       | Coureur                               | Pays                                  | Équipe                                | Point(s)                              |
| 1er                                   | Guillaume Van Keirsbulck              | Belgique                              | Wanty-Groupe Gobert                   | 20                                    |
| 2e                                    | Dimitri Claeys                        | Belgique                              | Cofidis                               | 17                                    |
| 3e                                    | Anthony Perez                         | France                                | Cofidis                               | 15                                    |
| 4e                                    | Jérôme Cousin                         | France                                | Direct Énergie                        | 13                                    |
| 5e                                    | Fernando Gaviria                      | Colombie                              | Quick-Step Floors                     | 11                                    |
| 6e                                    | André Greipel                         | Allemagne                             | Lotto-Soudal                          | 10                                    |
| 7e                                    | Peter Sagan                           | Slovaquie                             | Bora-Hansgrohe                        | 9                                     |
| 8e                                    | John Degenkolb                        | Allemagne                             | Trek-Segafredo                        | 8                                     |
| 9e                                    | Alexander Kristoff                    | Norvège                               | UAE Emirates                          | 7                                     |
| 10e                                   | Marcel Kittel                         | Allemagne                             | Katusha-Alpecin                       | 6                                     |
| 11e                                   | Arnaud Démare                         | France                                | Groupama-FDJ                          | 5                                     |
| 12e                                   | Maximiliano Ariel Richeze             | Argentine                             | Quick-Step Floors                     | 4                                     |
| 13e                                   | Daniel Oss                            | Italie                                | Bora-Hansgrohe                        | 3                                     |
| 14e                                   | Thomas De Gendt                       | Belgique                              | Lotto-Soudal                          | 2                                     |
| 15e                                   | Rick Zabel                            | Allemagne                             | Katusha-Alpecin                       | 1                                     |
| modifier                              |                                       |                                       |                                       |                                       |

| Arrivée d'étape Sarzeau (km 195) | Arrivée d'étape Sarzeau (km 195) | Arrivée d'étape Sarzeau (km 195) | Arrivée d'étape Sarzeau (km 195) | Arrivée d'étape Sarzeau (km 195) |
| -------------------------------- | -------------------------------- | -------------------------------- | -------------------------------- | -------------------------------- |
|                                  | Coureur                          | Pays                             | Équipe                           | Point(s)                         |
| 1er                              | Fernando Gaviria                 | Colombie                         | Quick-Step Floors                | 50                               |
| 2e                               | Peter Sagan                      | Slovaquie                        | Bora-Hansgrohe                   | 30                               |
| 3e                               | André Greipel                    | Allemagne                        | Lotto-Soudal                     | 20                               |
| 4e                               | Dylan Groenewegen                | Pays-Bas                         | Lotto NL-Jumbo                   | 18                               |
| 5e                               | Marcel Kittel                    | Allemagne                        | Katusha-Alpecin                  | 16                               |
| 6e                               | Andrea Pasqualon                 | Italie                           | Wanty-Groupe Gobert              | 14                               |
| 7e                               | Alexander Kristoff               | Norvège                          | UAE Emirates                     | 12                               |
| 8e                               | John Degenkolb                   | Allemagne                        | Trek-Segafredo                   | 10                               |
| 9e                               | Dion Smith                       | Nouvelle-Zélande                 | Wanty-Groupe Gobert              | 8                                |
| 10e                              | Timothy Dupont                   | Belgique                         | Wanty-Groupe Gobert              | 7                                |
| 11e                              | Arnaud Démare                    | France                           | Groupama-FDJ                     | 6                                |
| 12e                              | Lilian Calmejane                 | France                           | Direct Énergie                   | 5                                |
| 13e                              | Thomas Boudat                    | France                           | Direct Énergie                   | 4                                |
| 14e                              | Warren Barguil                   | France                           | Fortuneo-Samsic                  | 3                                |
| 15e                              | Julian Alaphilippe               | France                           | Quick-Step Floors                | 2                                |
| modifier                         |                                  |                                  |                                  |                                  |

|   | Coureur                  | Pays     | Équipe              | Bonifications |
| - | ------------------------ | -------- | ------------------- | ------------- |
| 1 | Dimitri Claeys           | Belgique | Cofidis             | 3 s           |
| 2 | Guillaume Van Keirsbulck | Belgique | Wanty-Groupe Gobert | 2 s           |
| 3 | Anthony Perez            | France   | Cofidis             | 1 s           |

|   | Coureur          | Pays      | Équipe            | Bonifications |
| - | ---------------- | --------- | ----------------- | ------------- |
| 1 | Fernando Gaviria | Colombie  | Quick-Step Floors | 10 s          |
| 2 | Peter Sagan      | Slovaquie | Bora-Hansgrohe    | 6 s           |
| 3 | André Greipel    | Allemagne | Lotto-Soudal      | 4 s           |

### Cols et côtes
| \| Côte de Saint-Jean-la-Poterie (km 135,5) 4e catégorie (0,8 km à 7,8%) \| Côte de Saint-Jean-la-Poterie (km 135,5) 4e catégorie (0,8 km à 7,8%) \| Côte de Saint-Jean-la-Poterie (km 135,5) 4e catégorie (0,8 km à 7,8%) \| Côte de Saint-Jean-la-Poterie (km 135,5) 4e catégorie (0,8 km à 7,8%) \| Côte de Saint-Jean-la-Poterie (km 135,5) 4e catégorie (0,8 km à 7,8%) \| \| --------------------------------------------------------------------- \| --------------------------------------------------------------------- \| --------------------------------------------------------------------- \| --------------------------------------------------------------------- \| --------------------------------------------------------------------- \| \| \| Coureur \| Pays \| Équipe \| Point(s) \| \| 1er \| Anthony Perez \| France \| Cofidis \| 1 \| \| modifier \| \| \| \| \| |               |        |         |          |
| Côte de Saint-Jean-la-Poterie (km 135,5) 4e catégorie (0,8 km à 7,8%) |               |        |         |          |
| | Coureur       | Pays   | Équipe  | Point(s) |
| 1er | Anthony Perez | France | Cofidis | 1        |
| modifier |               |        |         |          |

### Prix de la combativité
- Jérôme Cousin (Direct Énergie)

## Classements à l'issue de l'étape

### Classement général
| Classement général | Classement général   | Classement général | Classement général        | Classement général  |
|                    | Coureur              | Pays               | Équipe                    | Temps               |
| ------------------ | -------------------- | ------------------ | ------------------------- | ------------------- |
| 1er                | Greg Van Avermaet    | Belgique           | BMC Racing                | en 13 h 33 min 56 s |
| 2e                 | Tejay Van Garderen   | États-Unis         | BMC Racing                | + 0 s               |
| 3e                 | Geraint Thomas       | Royaume-Uni        | Sky                       | + 3 s               |
| 4e                 | Philippe Gilbert     | Belgique           | Quick-Step Floors         | + 5 s               |
| 5e                 | Julian Alaphilippe   | France             | Quick-Step Floors         | + 7 s               |
| 6e                 | Bob Jungels          | Luxembourg         | Quick-Step Floors         | + 7 s               |
| 7e                 | Tom Dumoulin         | Pays-Bas           | Sunweb                    | + 11 s              |
| 8e                 | Søren Kragh Andersen | Danemark           | Sunweb                    | + 11 s              |
| 9e                 | Michael Matthews     | Australie          | Sunweb                    | + 11 s              |
| 10e                | Rigoberto Urán       | Colombie           | EF Education First-Drapac | + 35 s              |
| modifier           |                      |                    |                           |                     |

### Classement par points
| Classement par points | Classement par points | Classement par points | Classement par points | Classement par points |
| --------------------- | --------------------- | --------------------- | --------------------- | --------------------- |
|                       | Coureur               | Pays                  | Équipe                | Point(s)              |
| 1er                   | Peter Sagan           | Slovaquie             | Bora-Hansgrohe        | 143 points            |
| 2e                    | Fernando Gaviria      | Colombie              | Quick-Step Floors     | 139 pts               |
| 3e                    | Alexander Kristoff    | Norvège               | UAE Emirates          | 72 pts                |
| 4e                    | André Greipel         | Allemagne             | Lotto-Soudal          | 65 pts                |
| 5e                    | Arnaud Démare         | France                | Groupama-FDJ          | 52 pts                |
| 6e                    | Marcel Kittel         | Allemagne             | Katusha-Alpecin       | 50 pts                |
| 7e                    | John Degenkolb        | Allemagne             | Trek-Segafredo        | 36 pts                |
| 8e                    | Jérôme Cousin         | France                | Direct Énergie        | 33 pts                |
| 9e                    | Andrea Pasqualon      | Italie                | Wanty-Groupe Gobert   | 32 pts                |
| 10e                   | Dylan Groenewegen     | Pays-Bas              | Lotto NL-Jumbo        | 32 pts                |
| modifier              |                       |                       |                       |                       |

### Classement du meilleur jeune
| Classement général du meilleur jeune | Classement général du meilleur jeune | Classement général du meilleur jeune | Classement général du meilleur jeune | Classement général du meilleur jeune |
|                                      | Coureur                              | Pays                                 | Équipe                               | Temps                                |
| ------------------------------------ | ------------------------------------ | ------------------------------------ | ------------------------------------ | ------------------------------------ |
| 1er                                  | Søren Kragh Andersen                 | Danemark                             | Sunweb                               | en 13 h 34 min 7 s                   |
| 2e                                   | Egan Bernal                          | Colombie                             | Sky                                  | + 1 min 8 s                          |
| 3e                                   | Magnus Cort Nielsen                  | Danemark                             | Astana                               | + 1 min 22 s                         |
| 4e                                   | Thomas Boudat                        | France                               | Direct Énergie                       | + 1 min 40 s                         |
| 5e                                   | Antwan Tolhoek                       | Pays-Bas                             | Lotto-Soudal                         | + 1 min 55 s                         |
| 6e                                   | Gregor Mühlberger                    | Autriche                             | Bora-Hansgrohe                       | + 2 min 9 s                          |
| 7e                                   | Dion Smith                           | Nouvelle-Zélande                     | Wanty-Groupe Gobert                  | + 2 min 13 s                         |
| 8e                                   | Stefan Küng                          | Suisse                               | BMC Racing                           | + 2 min 39 s                         |
| 9e                                   | Élie Gesbert                         | France                               | Fortuneo-Samsic                      | + 3 min 2 s                          |
| 10e                                  | Pierre Latour                        | France                               | AG2R La Mondiale                     | + 3 min 15 s                         |
| modifier                             |                                      |                                      |                                      |                                      |

### Classement du meilleur grimpeur
| Classement du meilleur grimpeur | Classement du meilleur grimpeur | Classement du meilleur grimpeur | Classement du meilleur grimpeur | Classement du meilleur grimpeur |
| ------------------------------- | ------------------------------- | ------------------------------- | ------------------------------- | ------------------------------- |
|                                 | Coureur                         | Pays                            | Équipe                          | Point(s)                        |
| 1er                             | Dion Smith                      | Nouvelle-Zélande                | Wanty-Groupe Gobert             | 1 point                         |
| 2e                              | Anthony Perez                   | France                          | Cofidis                         | 1 pt                            |
| 3e                              | Kévin Ledanois                  | France                          | Fortuneo-Samsic                 | 1 pt                            |
| modifier                        |                                 |                                 |                                 |                                 |

### Classement par équipes
| Classement par équipes | Classement par équipes    | Classement par équipes | Classement par équipes |
|                        | Équipe                    | Pays                   | Temps                  |
| ---------------------- | ------------------------- | ---------------------- | ---------------------- |
| 1re                    | Quick-Step Floors         | Belgique               | en 41 h 21 min 2 s     |
| 2e                     | Sunweb                    | Allemagne              | + 16 s                 |
| 3e                     | BMC Racing                | États-Unis             | + 23 s                 |
| 4e                     | Sky                       | Royaume-Uni            | + 1 min 54 s           |
| 5e                     | EF Education First-Drapac | États-Unis             | + 2 min 26 s           |
| 6e                     | Bora-Hansgrohe            | Allemagne              | + 2 min 52 s           |
| 7e                     | Astana                    | Kazakhstan             | + 2 min 56 s           |
| 8e                     | Katusha-Alpecin           | Suisse                 | + 3 min 0 s            |
| 9e                     | Mitchelton-Scott          | Australie              | + 3 min 4 s            |
| 10e                    | Bahrain-Merida            | Bahreïn                | + 3 min 56 s           |
| modifier               |                           |                        |                        |

## Abandon
- 23 -  Axel Domont (AG2R La Mondiale) : Abandon[2]